# Juan Antonio Collazo
Juan Antonio Collazo, né le 6 août 1896, à Montevideo, en Uruguay et décédé le 15 décembre 1945, à Montevideo, est un ancien joueur et entraîneur  de basket-ball, pianiste et compositeur uruguayen.

## Palmarès
- Champion d'Amérique du Sud 1930